# Kościół Matki Bożej Wspomożenia Wiernych w Torzymiu
Kościół pw. Matki Bożej Wspomożenia Wiernych w Torzymiu – rzymskokatolicki kościół filialny należący do parafii Podwyższenia Krzyża Świętego w Torzymiu w dekanacie Sulęcin diecezji zielonogórsko-gorzowskiej.

## Architektura
Jest to budowla powstała w 1925 roku. Kościół posiada jedną nawę i został wzniesiony na planie krzyża łacińskiego. Świątynia nakryta jest sklepieniem trumienno-sarkofagowym. Kościół reprezentuje architekturę późnoklasycystyczną. W ołtarzu znajduje się obraz Matki Bożej powstały w dwudziestoleciu międzywojennym. Świątynia była dwukrotnie rozbudowywana: w 1954 i 1989 roku.